# 上亚东乡
上亚东乡（藏語：རུད་སྲུངས་སྒང་），是中华人民共和国西藏自治区日喀则市亚东县下辖的一个乡镇级行政单位。

## 行政区划
上亚东乡下辖以下地区：
如丙岗村、岗古村和嘎林岗村。

## 交通
- 562国道